# PKP-Baureihe EN80
Die Baureihe EN80 waren elektrische Triebwagen der Polnischen Staatsbahnen (PKP). Die 20 Triebwagen wurden von English Electric hergestellt und von den Elektryczne Koleje Dojazdowe (EKD; seit 1951 Warszawska Kolej Dojazdowa – WKD) eingesetzt, sie waren deren erste Fahrzeuge.
Die Triebwagen waren bis 1972 in Betrieb. Sie wurden bei der WKD von der PKP-Baureihe EN94 ersetzt. Der EN80-16 ist als Museumsfahrzeug erhalten geblieben und trägt den Beinamen Babcia (Großmutter).

## Geschichte

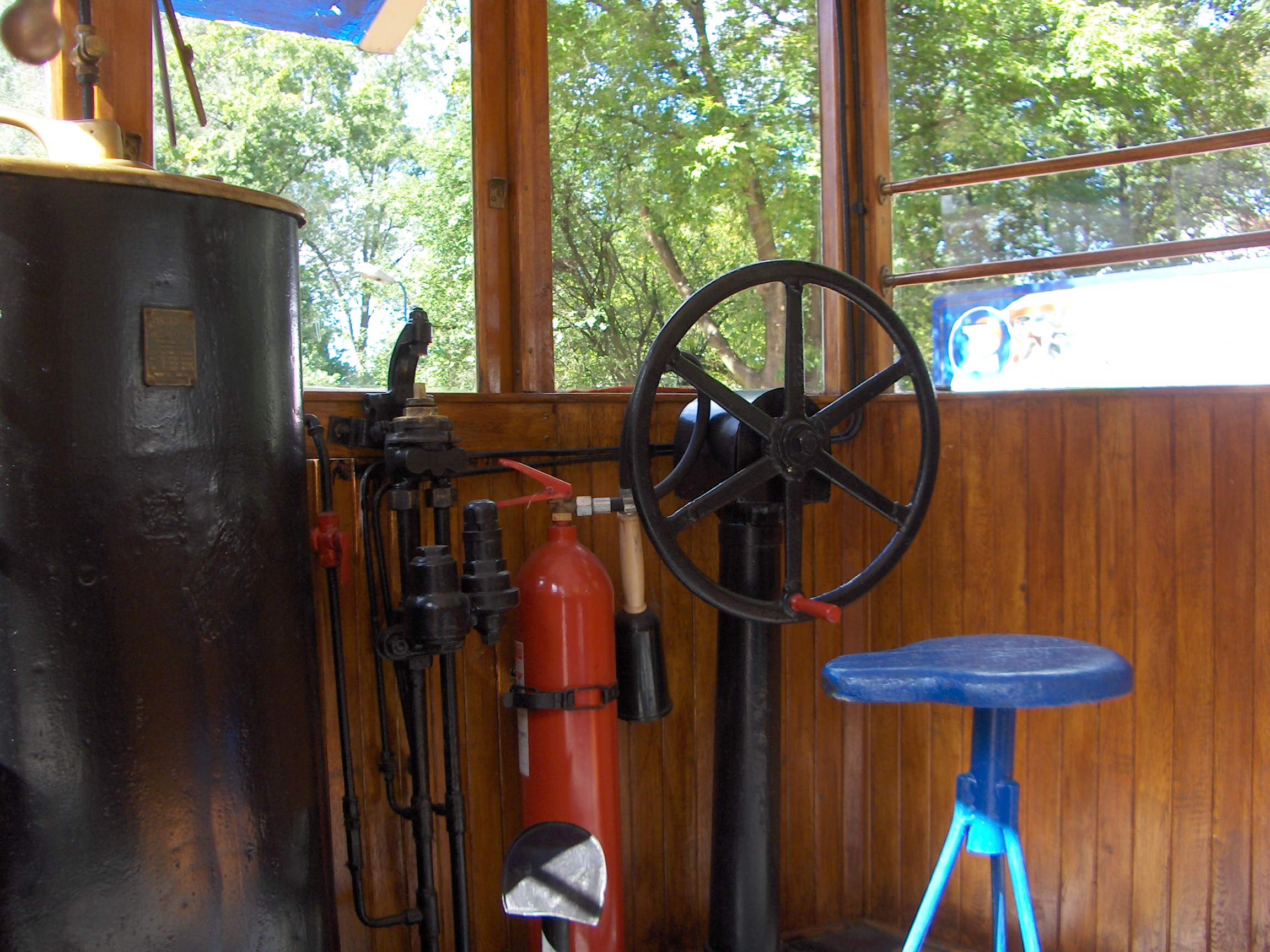
Führerstand des rekonstruierten EN80-16

Nach dem Bau der ersten elektrisch betriebenen Normalspurbahn Polens benötigten die EKD auch Fahrzeuge für die Strecke von Warschau nach Grodzisk Mazowiecki. Von English Electric wurde vor der Inbetriebnahme der Bahn 20 Triebwagen und 20 Beiwagen geliefert, die ab der Inbetriebnahme den Gesamtverkehr durchführten. Dabei wurde ein Zug aus einem Trieb- und einem Beiwagen gebildet. Nachdem ab den 1930er Jahren zusätzlich die Strecken nach Włochy und Milanówek hinzukamen, wurden die Züge auch auf diesen Strecken eingesetzt, wobei sie Geschwindigkeiten bis 65 km/h erreichten. Das Verkehrsaufkommen war in der Zeit bis zum Zweiten Weltkrieg bedeutend; so fuhren auf der Hauptlinie nach Grodzisk 3-Wagen-Züge im 10-Minuten-Takt. Dabei wurden täglich bis 40.000 Fahrgäste befördert.
Während der Kriegszeit wurden sechs Fahrzeuge komplett zerstört. Zum Kriegsende wurden zehn Fahrzeuge in andere Städte abtransportiert. Im April 1945 kehrten diese nach Warschau zurück. Nach der folgenden Instandsetzung waren wieder 25 Wagen einsatzfähig.
Nach dem Krieg wurden zwölf weitere Beiwagen von Konstal bis 1948 gebaut und die stark zerstörten Wagen EN80-01 sowie EN80-13 wieder aufgebaut. Außerdem wurden neue Motoren für die Triebwagen beschafft. Dadurch erhöhte sich deren Leistung, was für den Betrieb mit zwei Beiwagen Vorteile brachte, gleichzeitig aber auch deren Masse. Die Fahrzeuge verkehrten bis 1972 und wurden nach Lieferung der Baureihe EN94 schrittweise aus dem Betrieb genommen, der letzte Triebwagen fuhr am 1. März 1973. Der EN80-16 wurde als Museumsstück aufbewahrt und 1975 anlässlich eines Museumstages der Öffentlichkeit präsentiert. 1980 wurde er in das Eisenbahnmuseum Warschau überführt, wo er bis 1992 ausgestellt wurde. Nach der Ausstellungszeit war das Fahrzeug in technisch sehr schlechtem Zustand und wurde bei PESA in Bydgoszcz bis Mai 1995 wieder vollständig renoviert. Anlässlich der Feierlichkeiten zum 150. Jahrestages der Eisenbahn in Polen wurde das renovierte Fahrzeug wieder der Öffentlichkeit und in den Folgejahren auf verschiedenen Veranstaltungen gezeigt. Mit Umstellung der Fahrdrahtspannung der WKD auf 3000 V konnte das Fahrzeug nicht mehr eingesetzt werden und befindet sich seitdem bei der Gesellschaft als Ausstellungsobjekt.

## Konstruktion

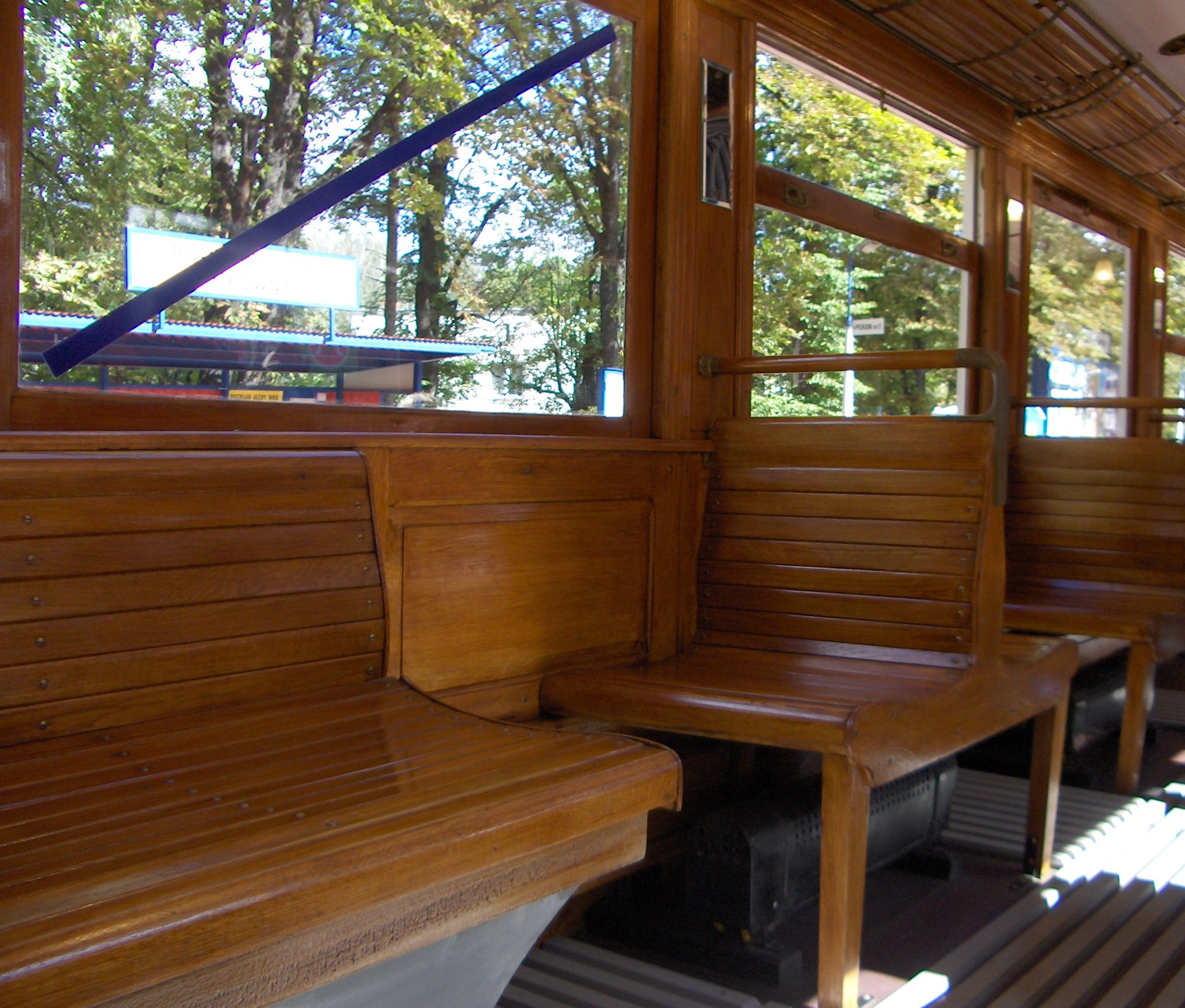
Fahrgastraum des rekonstruierten EN80-16

Der Wagenkasten war eine mit Blech verkleidete Fachwerkskonstruktion. Seine Hauptelemente (Wände und Dach) bestanden aus afrikanischem Dabema-Holz. Der Innenraum wurde ebenfalls als Holzkonstruktion gefertigt und bestand aus Eichen- bzw. Kiefernholz. Die Gepäckablagen waren aus Holzprofilen hergestellt. Die Auflagen der Tische an den Fenstern sowie die Aschenbecher und die oberen Handläufe an den Sitzen waren mit Messing verkleidet. Der Innenraum wurde elektrisch beheizt. In den Führerständen der als Zweirichtungsfahrzeuge ausgeführten Fahrzeuge befand sich in der Mitte der Fahrschalter, daneben das Führerbremsventil der Indirekten Bremse und rechts das Handbremsrad. In einer Höhe von 462 mm war beiderseits eine der Trompetenkupplung ähnliche Mittelpufferkupplung sowie Verbindungen für die Steuerleitungen und Bremsschläuche vorhanden. Die Wagen besaßen keine Toilette.
Die Triebwagen liefen auf zwei zweiachsigen Drehgestellen, die die Antriebsräder mit Außenrahmen umfassten. In ihnen waren die Treibradsätze mit Schraubenfedern abgefedert.
Die Gleichstromtriebwagen besaßen in der Fahrzeugmitte einen Stromabnehmer, über den der Strom über den Fahrschalter zu den Fahrmotoren gelangte, die mit Tatzlagerantrieb die Achsen antrieben.